# Fungomyza buccata
Fungomyza buccata är en tvåvingeart som beskrevs av Rohacek 2004. Fungomyza buccata ingår i släktet Fungomyza och familjen sumpflugor. Inga underarter finns listade i Catalogue of Life.